# سانچیا دانکن
سانچیا دانکن (انگلیسی: Sanchia Duncan؛ زادهٔ ۲۴ سپتامبر ۱۹۷۹) بازیکن سابق فوتبال اهل انگلستان است که برای  فولام بازی ‌می‌کرد. بزرگترین پیروزی دانکن قهرمانی در فینال جام حذفی زنان انگلستان در سال ۲۰۰۳ بود.